# Forcey
Forcey település Franciaországban, Haute-Marne megyében. Lakosainak száma 60 fő (2022. január 1.). Forcey Bourdons-sur-Rognon, Consigny és Esnouveaux községekkel határos.

## Népesség
A település népességének változása:
| Lakosok száma | 144  | 87   | 67   | 88   | 72   | 68   | 64   | 63   | 63   | 60   |
|               | 1968 | 1982 | 1990 | 2006 | 2013 | 2015 | 2017 | 2019 | 2020 | 2022 |